# Zapady
Zapady [pronunciación en polaco: /zaˈpadɨ/] es un pueblo en el distrito administrativo de Gmina Godzianów, dentro del Distrito de Skierniewice, Voivodato de Łódź, en Polonia central. Se encuentra aproximadamente 3 kilómetros al este de Godzianów, 8 kilómetros al sudoeste de Skierniewice, y 44 kilómetros al este de la capital regional, Łódź.
El pueblo tiene una población de 514 habitantes.